# Station Hollandsche Rading
Station Hollandsche Rading is een spoorwegstation aan de spoorlijn Hilversum - Utrecht, nabij het dorp Hollandsche Rading. Langs deze spoorlijn is een bijzonder type bovenleidingportalen toegepast met als bijnaam De Gotische Bogen.
Het eerste station werd op 1 juni 1885 in gebruik genomen. In 1987 werd een nieuw eenvoudig haltegebouw geopend, dat in 1995 alweer buiten gebruik gesteld werd, en sindsdien een bank huisvest. In maart 2008 kondigde de NS de verkoop van het gebouw aan. In de zomer van 2010 vestigde zich er een kiosk.
De perrons liggen in een bajonetligging, waardoor de opmerkelijke situatie is ontstaan dat het perron richting Utrecht Centraal in de provincie Utrecht ligt, en het perron richting Hilversum in de provincie Noord-Holland.

## Verbindingen

### Trein
In de dienstregeling 2025 stoppen de volgende treinseries in station Hollandsche Rading:
| Serie | Treinsoort    | Route | Bijzonderheden |
| ----- | ------------- | --- | --- |
| 4900  | Sprinter (NS) | Utrecht Centraal – Hollandsche Rading – Hilversum – Almere Centrum                                                          | Stopt niet in Hilversum Media Park en Bussum Zuid. Stopt van maandag t/m vrijdag tussen circa 6:30 en 20:00 uur, op zaterdag tussen circa 10:00 en 20:00 uur en op zondag tussen circa 11:00 en 20:00 uur niet te Hollandsche Rading. |
| 5700  | Sprinter (NS) | Utrecht Centraal – Hollandsche Rading – Hilversum – Weesp – Amsterdam Zuid – Schiphol Airport – Hoofddorp – Leiden Centraal | Rijdt niet na 20:00 uur. Rijdt vrijdag en in het weekend niet tussen Hoofddorp en Leiden Centraal. |

### Bus
Bij station Hollandsche Rading stopt buslijn 58 (Hilversum - Driebergen-Zeist) van Syntus Utrecht.
Sinds mei 2025 is er een halte van de belbus van de VechtplassenExpress.

## Galerij

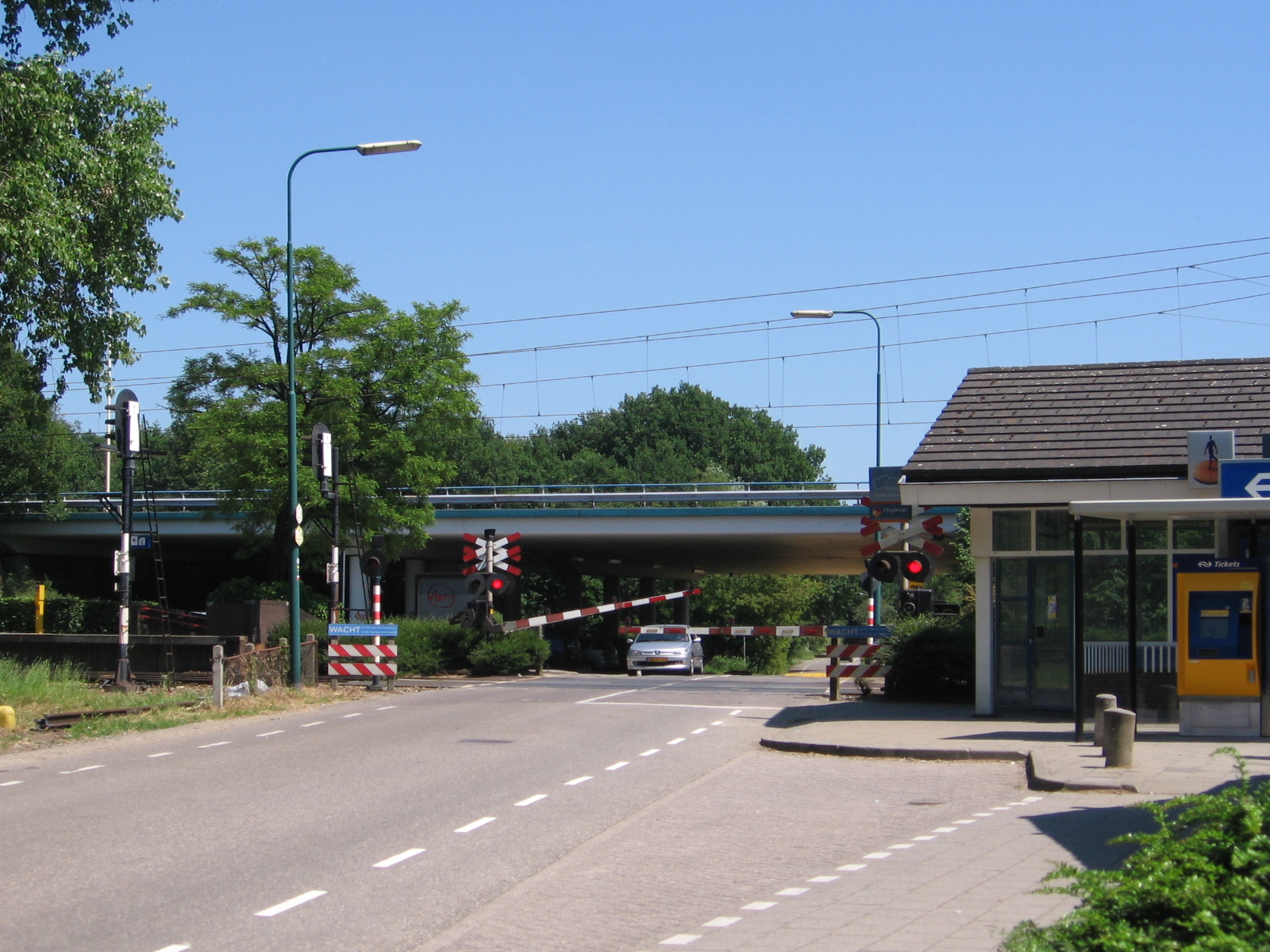
Overweg en stationsgebouw (richting Utrecht)
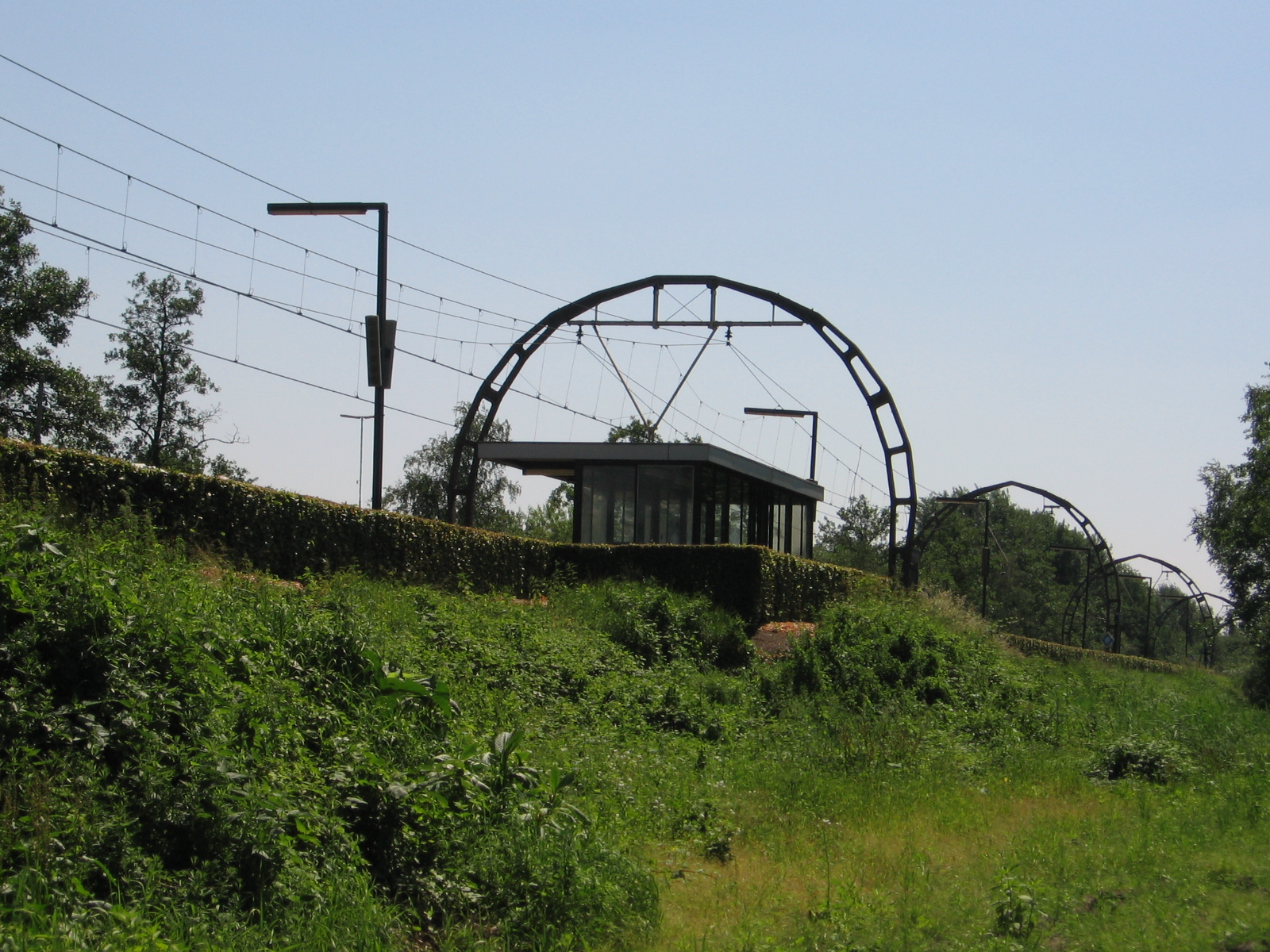
De karakteristieke hoefijzervormige bovenleidingportalen
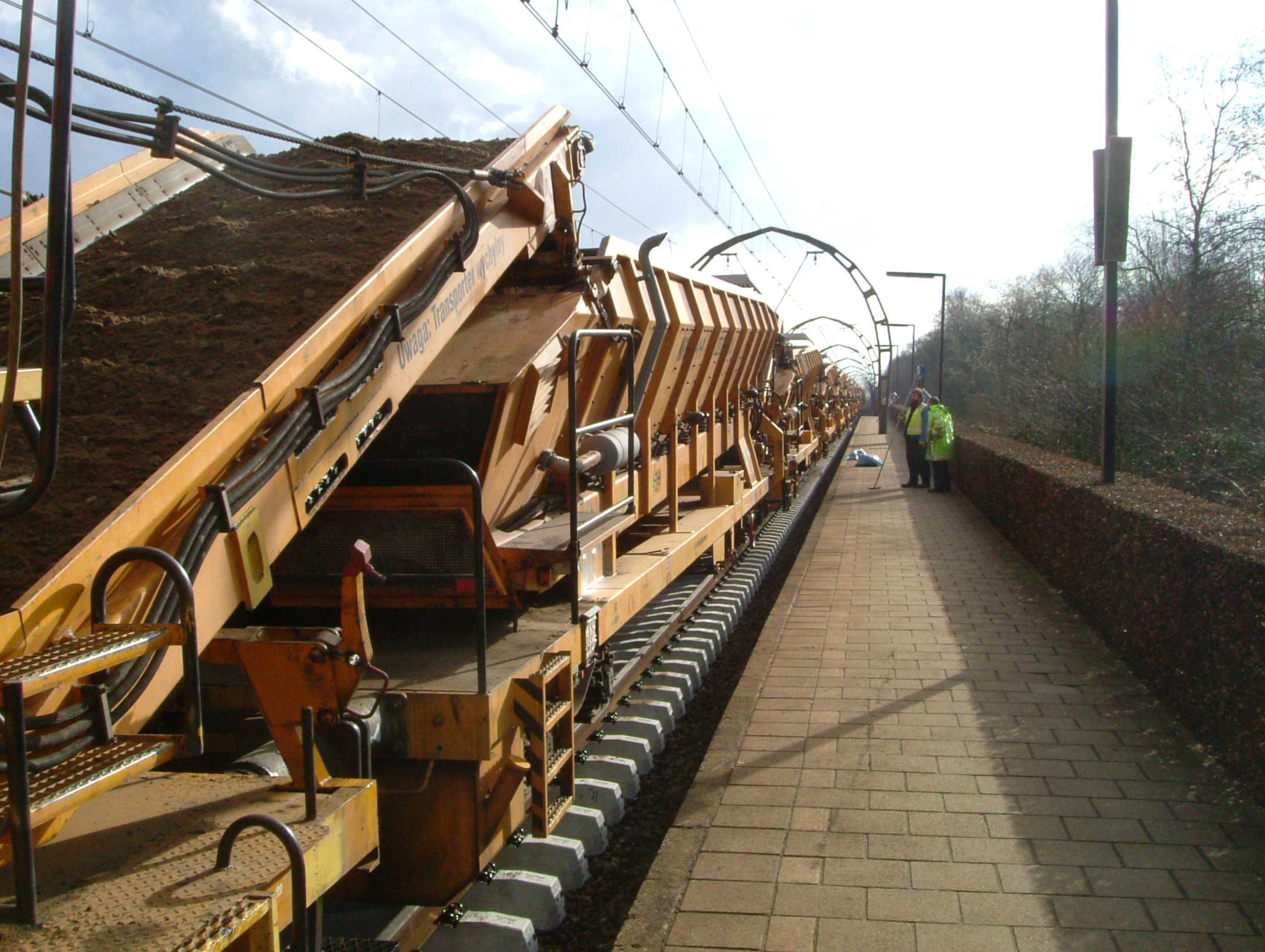
Vervangen van houten door betonnen dwarsliggers, maart 2005
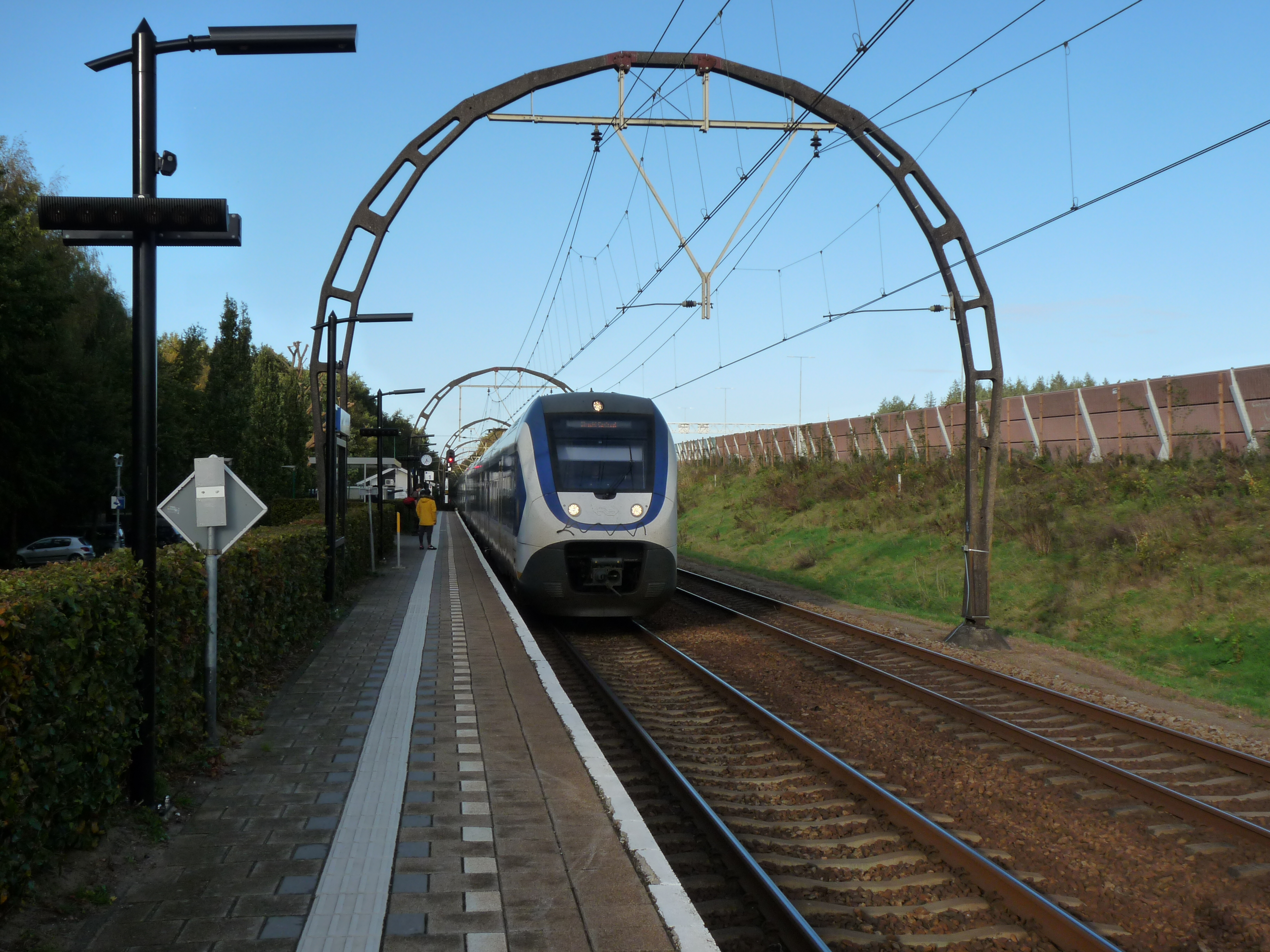
SLT halteert op het station

## Ontwikkeling aantal reizigers
Het aantal door NS vervoerde reizigers (per gemiddelde werkdag) ontwikkelde zich sedert 2019 als volgt:
| Jaar | Aantal reizigers |
| ---- | ---------------- |
| 2019 | 1.049            |
| 2020 | 488              |
| 2021 | 529              |
| 2022 | 745              |
| 2023 | 906              |
| 2024 | 907              |